# Monte Sarmiento
Mount Sarmiento (2246 m n. m.) je hora v národním parku Alberto de Agostini v chilské části Ohňové země, na jejímž pyramidovém vrcholu se nachází ledovec tvořící horské sedlo. 
Hora leží na východní části Magdalénského průlivu a značí západní hranici Darwinova pohoří. Monte Sarmienta obvykle bývá zahalena v mracích, avšak pokud nastanou dobré podmínky, pak je tato hora dle slov Charlese Darwina „nejvznešenější podívaná v Ohňové zemi.“

## Historie hory
Španělský mořeplavec Pedro Sarmiento de Gamboa tuto horu nazval „Volcán Nevado“ (Sněžná sopka), protože si myslel, že se jedná o sopku. Phillip Parker King tuto horu na jeho počest nazval Mount Sarmiento.

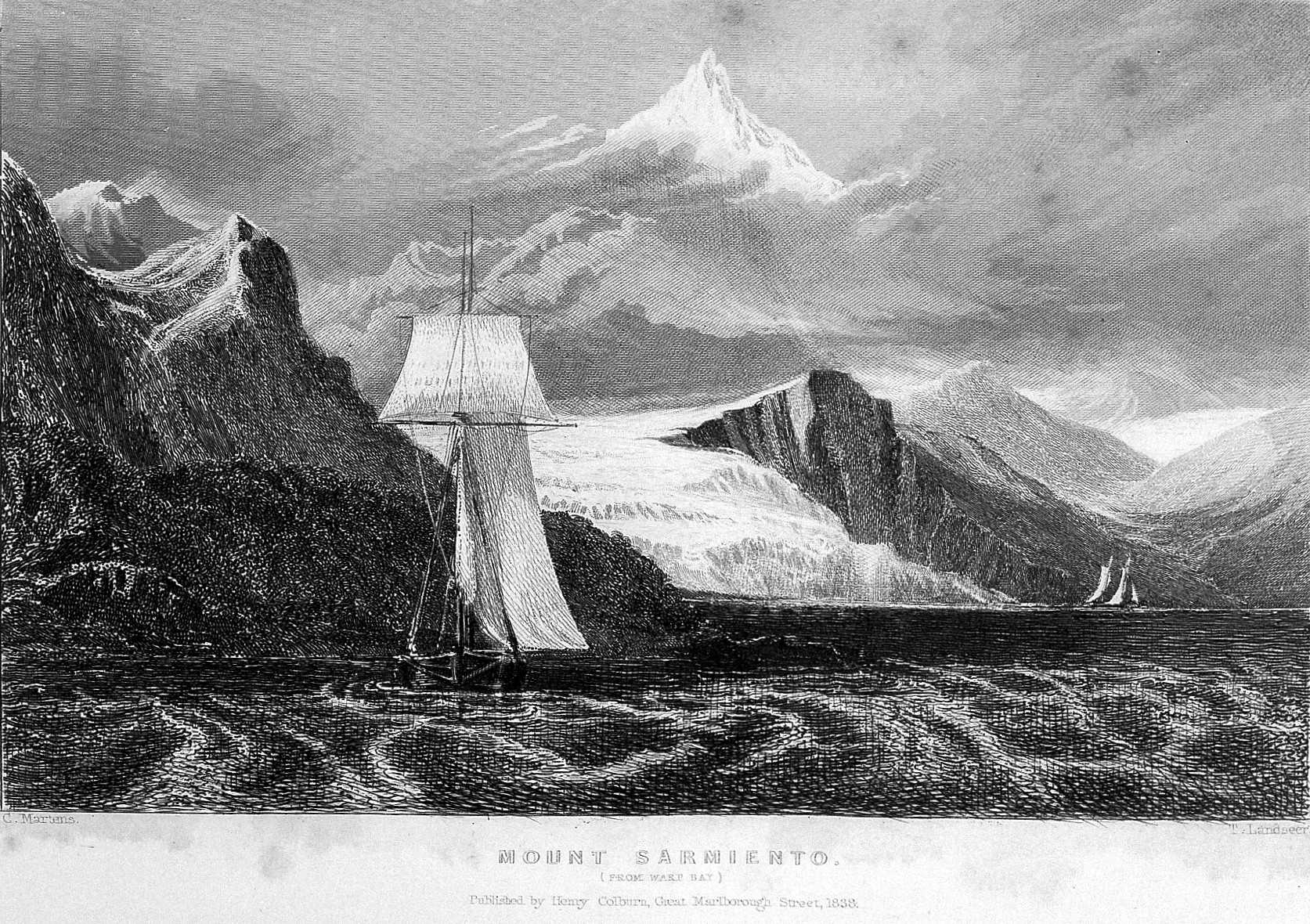
Ilustrace hory z 19. století

V historii bylo několik neúspěšných pokusů dosáhnout vrcholu této hory, včetně pokusů Martina Conwaye v roce 1898 a Alberta Maríi de Agostini v roce 1913.
Východní vrchol Monte Sarmiento byl poprvé zdolán 7. března 1956 italskou výpravou, kterou tvořili Clemente Gueret a Carlo Mauri, avšak celá výprava byla zorganizována Padrem Alberto Maria De Agostini. Západní vrchol hory 24. prosince 1986 zdolala italská výprava Ragni di Lecco, kterou tvořili Gigi Alippi, Salvatore Panzeri, Lorenzo Mazzoleni, Pinuccio Castelnuovo, Bruno Pennati, Clemente Maffei, Gian Maria Confalonieri, Franco Baravalle a Salvatore Lucia Fantozzi. Tato výprava otevřela novou cestu na severní stěně. Západní vrchol Monte Sarmiento v roce 1995 znovu zdolala skupinka horolezců z Velké Británie, mezi jejíž členy patřili Stephan Venables, John Roskelley a Tim Macartney-Snape. Mezi další horolezeckou skupinu, která zdolala tuto horu, patří německý tým ve složení Robert Jasper, Jörn Heller a Ralf Gantzhorn, kteří tuto horu zdolali 4. dubna 2010, kdy prostupovali severní stěnou na západní vrchol. Tento tým vylezl stejnou cestou jako expedice z roku 1986.

## V literatuře

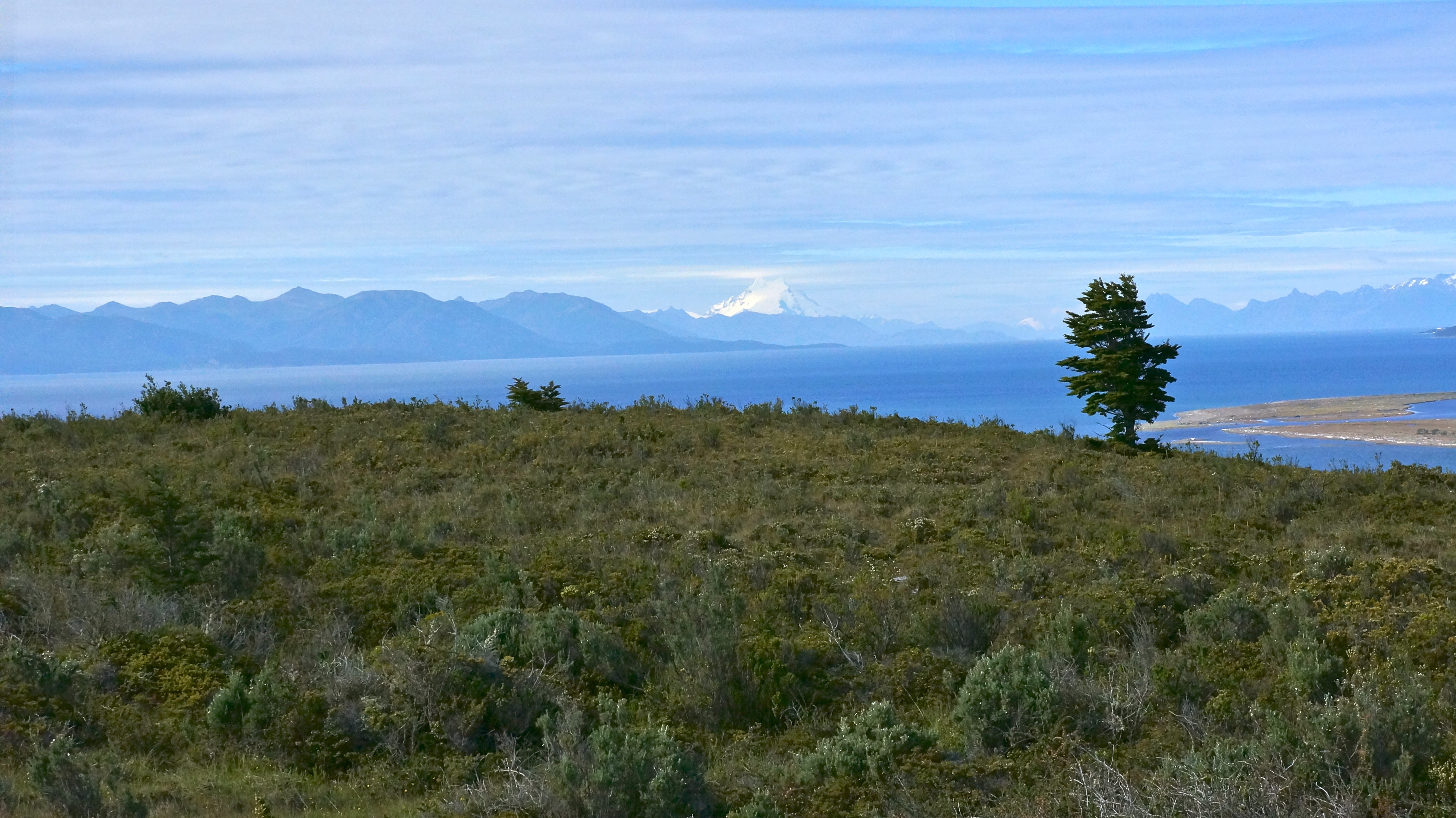
Pohled na M. Sarmiento

Tento vrchol je zmíněn v románech Dvacet tisíc mil pod mořem a Robur dobyvatel, jejichž autorem je Jules Verne. Dále je zmíněna v románu Tato věc temnoty od Harryho Thompsona.

## Ve filmu
Pokus o zdolání vrcholu z roku 2003 je námětem brazilského dokumentárního filmu Extremo sul.